# Cámara del Parlamento de Queensland
La Cámara del Parlamento en Brisbane es el lugar de reunión del Parlamento de Queensland y alberga su única cámara, la Asamblea Legislativa. Está ubicado en la esquina de George Street y Alice Street en Gardens Point en el distrito central de la ciudad, junto a la Universidad Tecnológica de Queensland y los Jardines Botánicos de la Ciudad.

## Historia

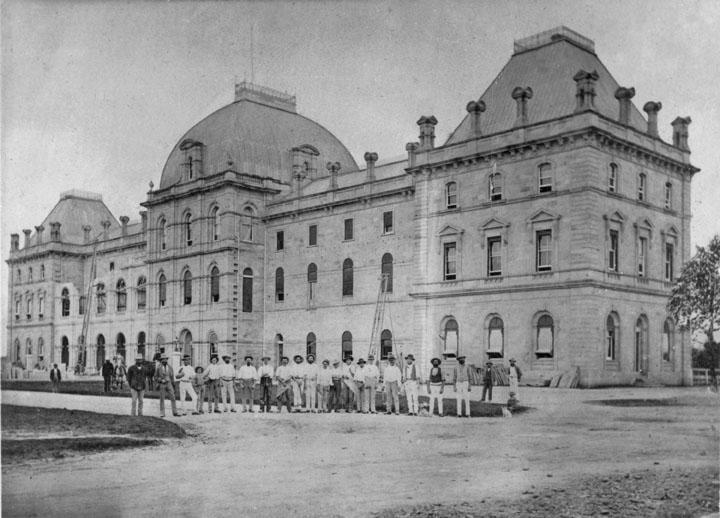
Cámara del Parlamento durante la construcción de balcones c. 1878.

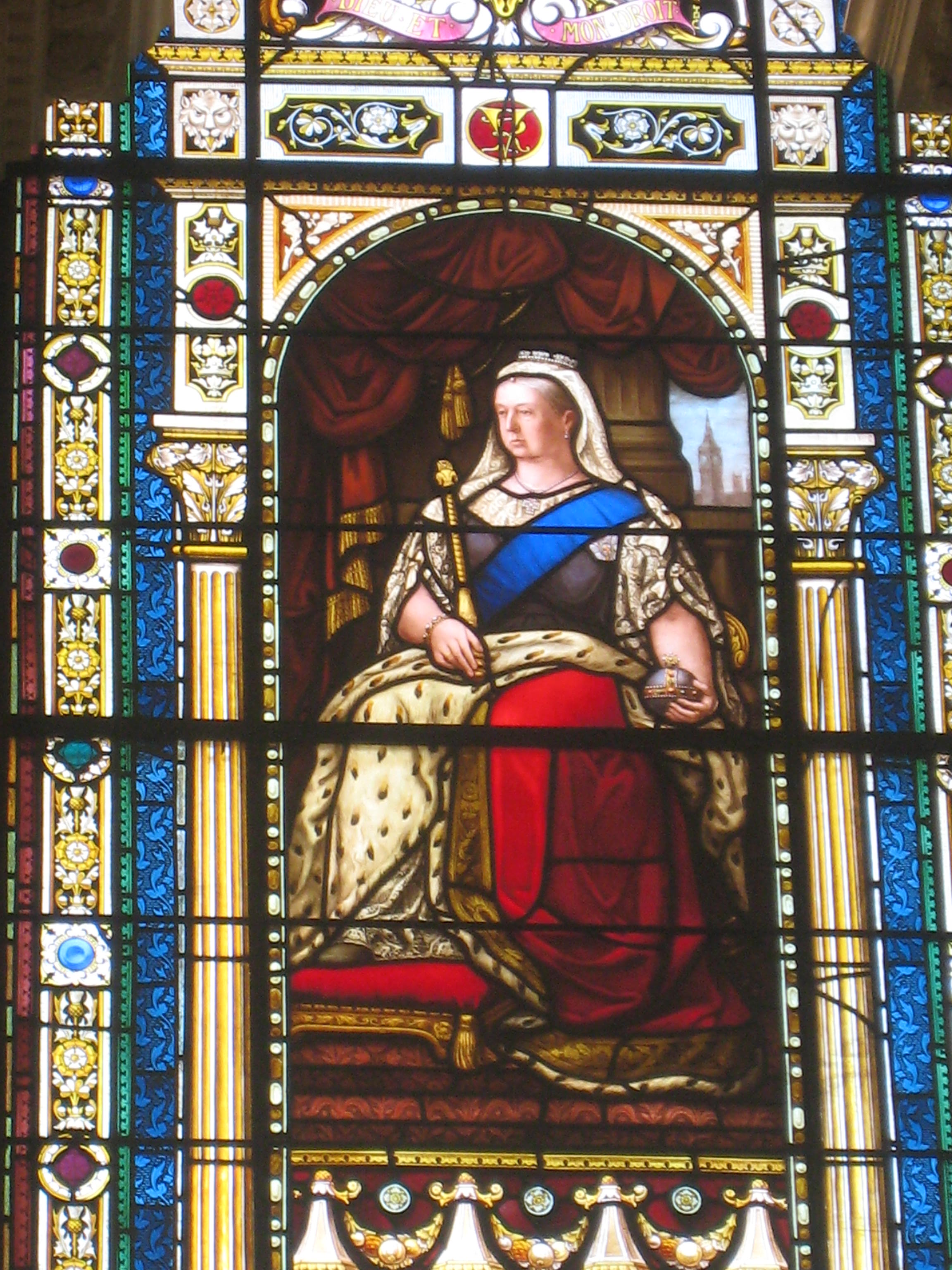
Vitral de la reina Victoria

### Planificación

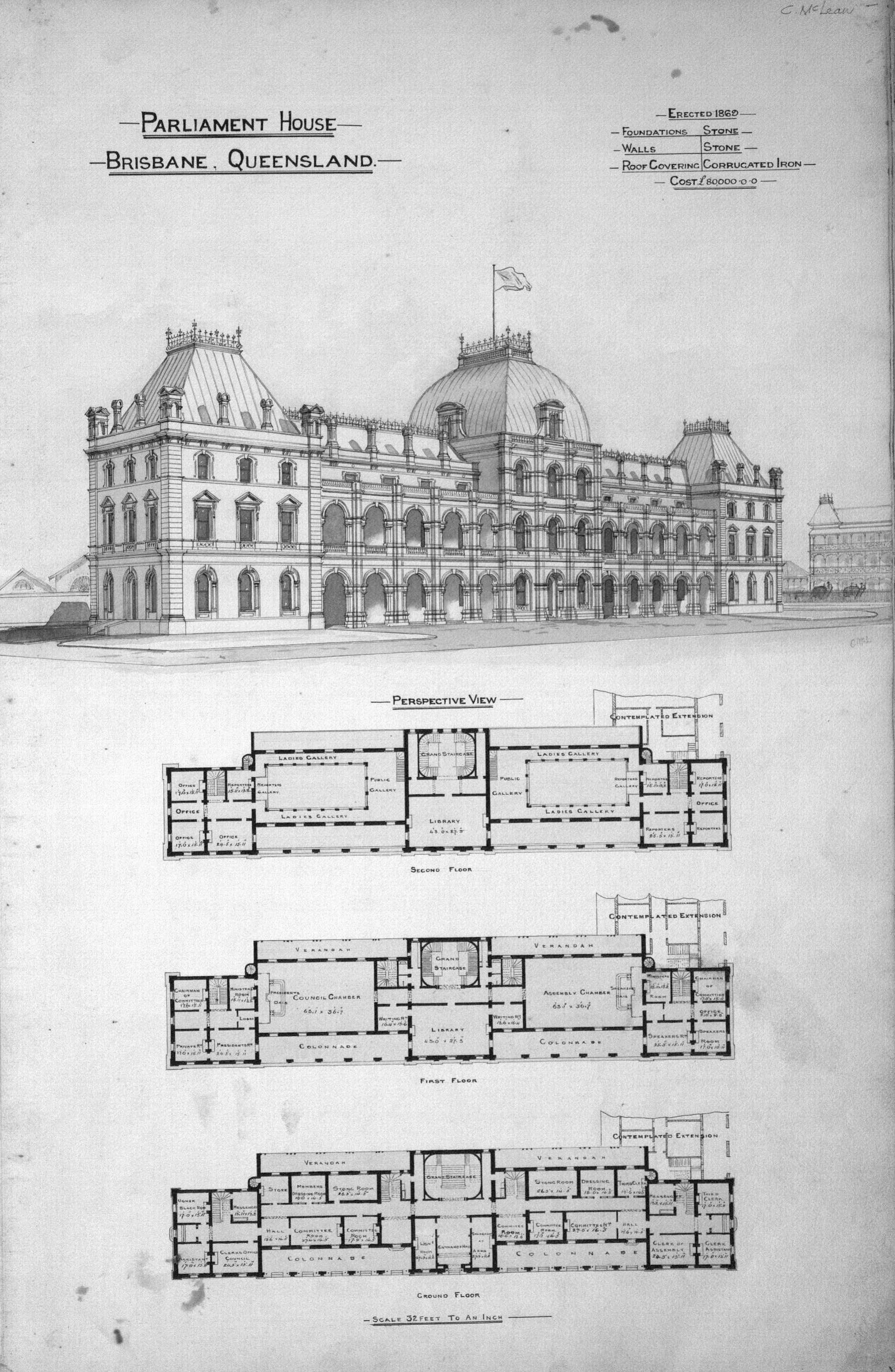
Plano de la Cámara del Parlamento, alrededor de 1867

El Parlamento de Queensland se reunió por primera vez el 22 de mayo de 1860 en el antiguo cuartel de convictos en Queen Street en Brisbane. El edificio no se consideró un lugar de reunión adecuado para el Parlamento a largo plazo, pero el gobierno estaba preocupado por la construcción de la Sede del Gobierno y los planes para una nueva instalación legislativa no se hicieron hasta después de su finalización. En noviembre de 1863, una comisión eligió el sitio para el nuevo edificio parlamentario en la esquina de Alice y George Street. La comisión pronto abrió un concurso en toda Australia para el diseño del nuevo edificio y ofreció un premio de 200 guineas para la propuesta ganadora. En abril de 1864, se seleccionó un diseño de Benjamin Backhouse, pero luego fue rechazado después de que se estimó que requeriría £38.000  para construirlo, excediendo el costo máximo de £20.000  especificado en la competencia.
En octubre de 1864, los comisionados parlamentarios recomendaron un diseño de William Henry Ellerker. Sin embargo, en noviembre de 1865, los comisionados retiraron su recomendación y renunciaron, luego de las críticas de James Cowlishaw, quien afirmó que ninguna de las presentaciones era satisfactoria. En diciembre de 1864, Ellerker escribió una queja pública sobre el proceso, pero finalmente se seleccionaron los planos de Charles Tiffin, el arquitecto colonial de Queensland. En medio de la controversia y las acusaciones de influencia indebida en el resultado de la competencia, Tiffin donó el dinero del premio por el diseño a la Ipswich Grammar School.

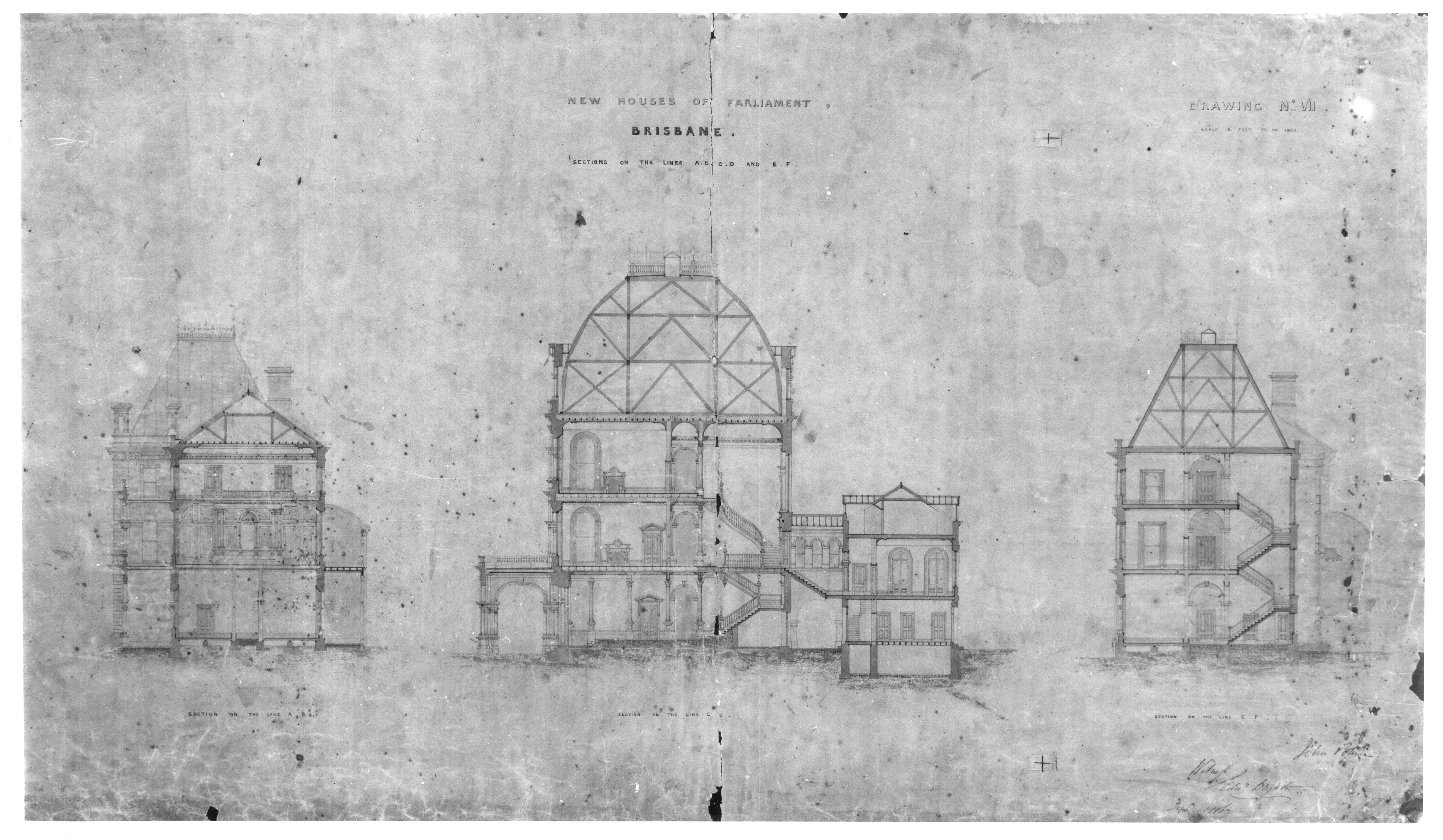
Plano de la Cámara del Parlamento, 1867

### Construcción

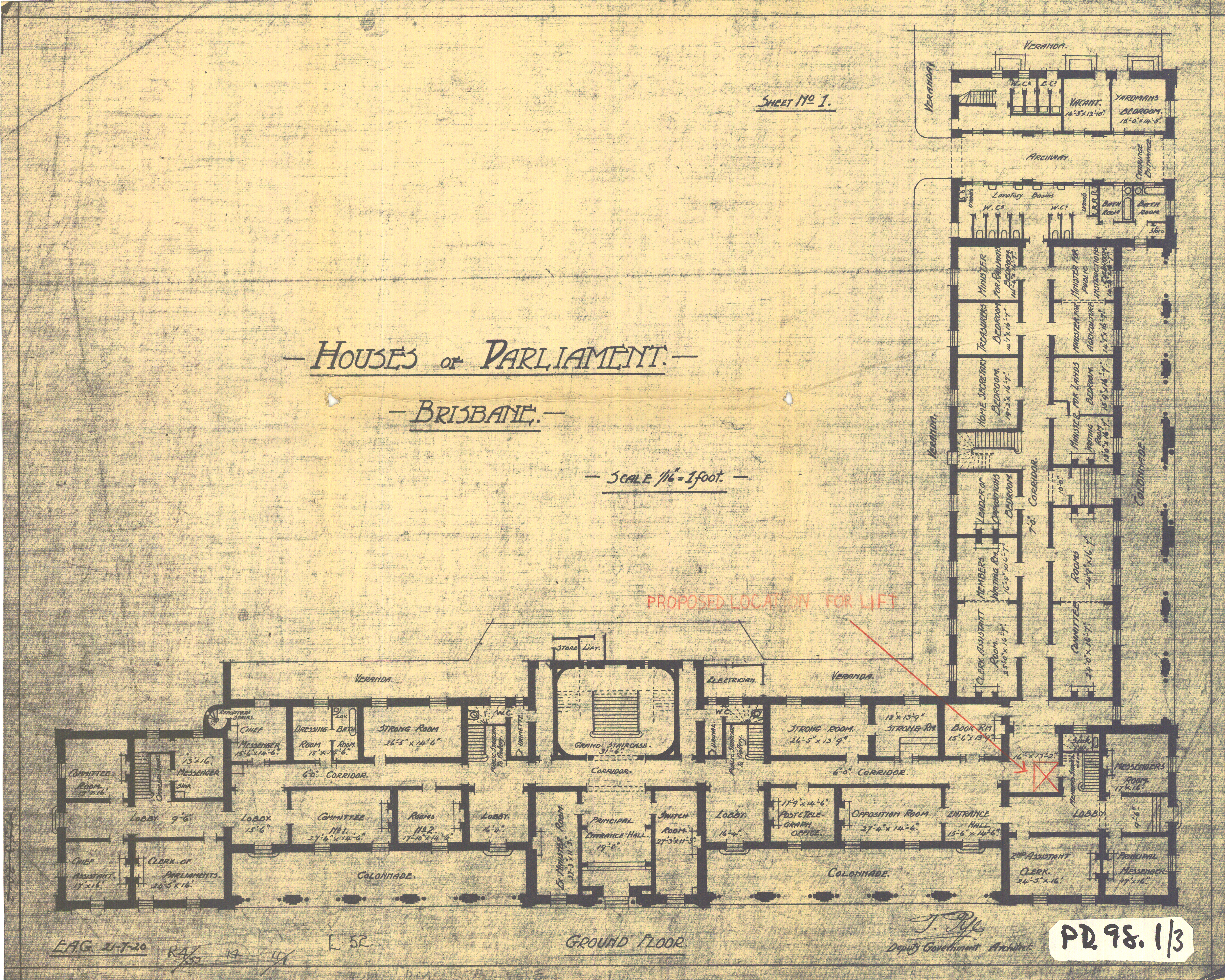
Planta baja, 1920

El 14 de julio de 1865, Sir George Bowen colocó la primera piedra del edificio. Fue construido por Joshua Jeays, quien utilizó piedra arenisca de sus propias canteras. Las vidrieras que representan a la realeza fueron importadas de Birmingham. La primera sección se completó en 1867. La fachada de George Street se completó en 1868 en estilo renacentista francés, con algunos elementos de estilo Segundo Imperio. Los arcos y columnatas que dan a George Street se construyeron en 1878, y la construcción de la fachada de Alice Street comenzó en 1887. El ala de Alice Street se completó en 1889.

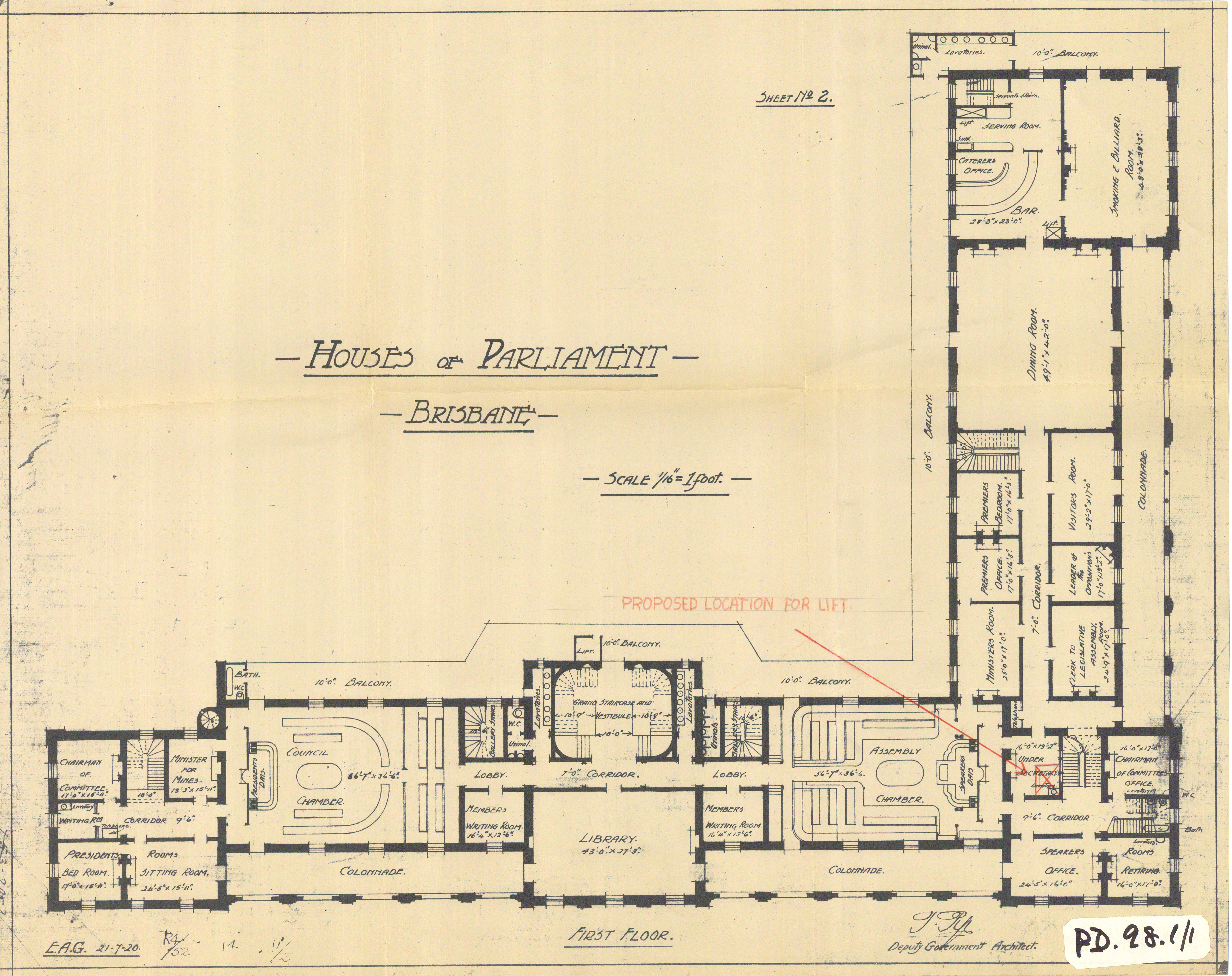
Primer piso, 1920

En 1886, la Cámara del Parlamento se conectó a la Oficina de Imprenta del Gobierno a través de un cable subterráneo que le proporcionó electricidad. El edificio fue la primera Cámara de Parlamento en Australia electrificada.

### Siglo XX
En marzo de 1939, el presidente de la Asamblea Legislativa, George Pollock, se suicidó en su oficina en la Casa del Parlamento disparándose con una escopeta.
Dirigidos por George Gray, en agosto de 1939, los miembros de la Liga por la Justicia Social marcharon hacia la Casa del Parlamento para protestar por el desempleo, "armados con porras, bobinas de alambre de púas y martillos". Interrumpieron una reunión de la bancada de la ALP en las antiguas cámaras del Consejo Legislativo. Gray y otros 36 fueron acusados de reunión ilegal, pero un jurado comprensivo los absolvió.
En 1969, el Gobierno comenzó a investigar la viabilidad y el costo de una ampliación de la Casa del Parlamento. Tres años más tarde, el Departamento de Obras Públicas del Estado y el Comité de Edificios Parlamentarios comenzaron a planificar el edificio y diseñaron una extensión brutalista llamada Anexo Parlamentario. Las licitaciones para el Anexo se llamaron en agosto de 1975 y la construcción comenzó poco después.
El Anexo se completó en marzo de 1979 a un costo de $20,000,000. El edificio está vinculado a la Casa del Parlamento, formando una plaza como la del plano original de Tiffin de 1864. La plaza se conoce como Speaker's Green y se utiliza con fines ceremoniales.
El Anexo fue reformado en 2000.

## Diseño

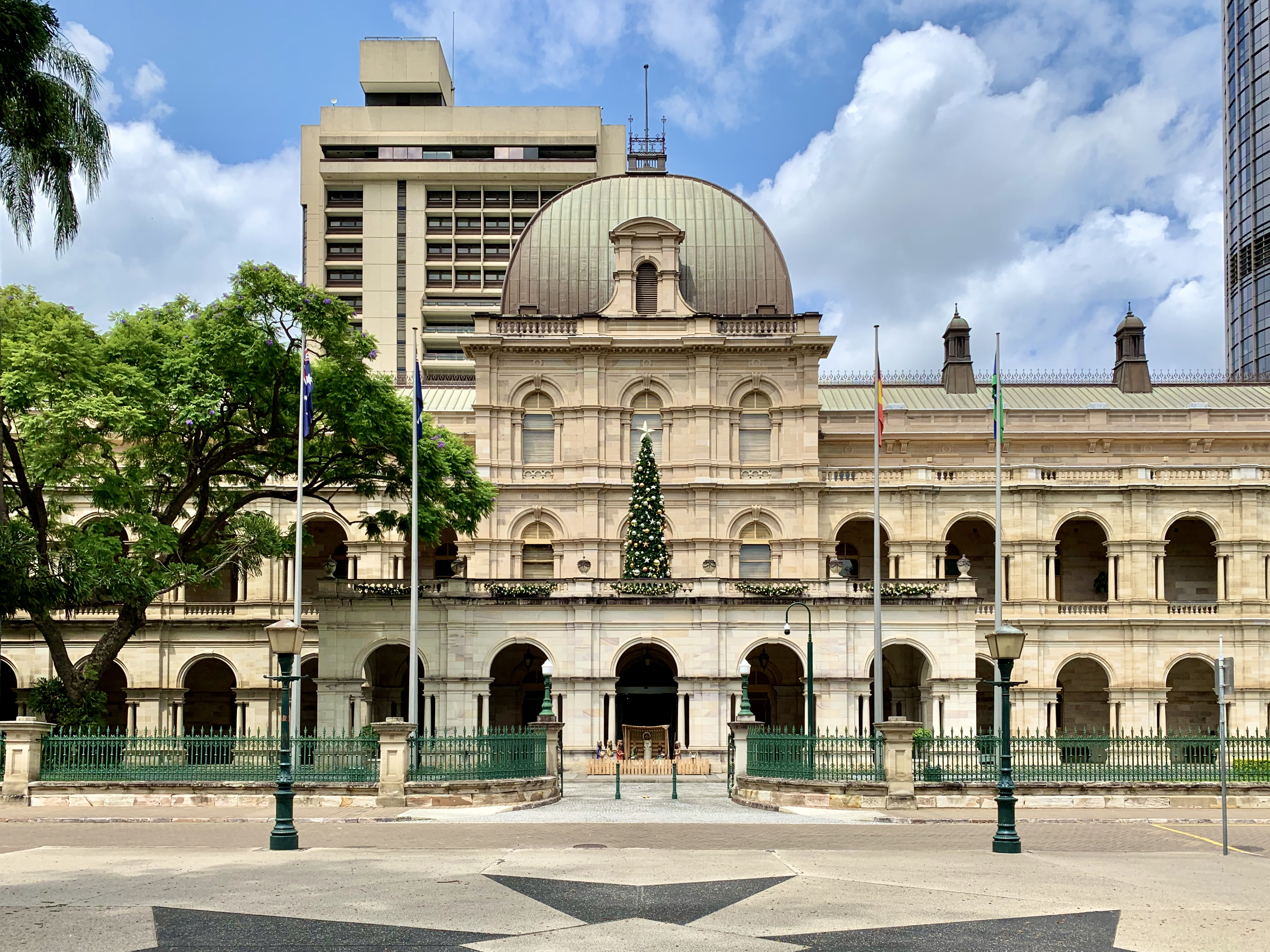
Cámara del Parlamento en 2019

La fachada de George Street de la Cámara del Parlamento tiene una puerta cochera, con una terraza con balaustrada arriba. El techo de zinc original fue reemplazado en la década de 1980 por uno construido con cobre Mount Isa.

## Uso público
Las exposiciones de arte y otras exhibiciones se organizan con frecuencia en las amplias áreas de la planta baja del Anexo.
Se ofrecen visitas guiadas públicas gratuitas al Parlamento todos los días de la semana. Además, en el vestíbulo principal hay una tienda de regalos que vende souvenires y recuerdos.
La Cámara del Parlamento también se utilizó como uno de los lugares de rodaje de la serie australiana de Misión: Imposible de la década de 1980.